# Acrolophus halidora
Acrolophus halidora är en fjärilsart som beskrevs av Edward Meyrick 1915. Acrolophus halidora ingår i släktet Acrolophus och familjen Acrolophidae. Inga underarter finns listade i Catalogue of Life.